# Sparkassen-Finanzgruppe
Die Sparkassen-Finanzgruppe ist ein Verbund von Sparkassen, öffentlichen Versicherungen und sonstigen Finanzdienstleistern in Deutschland mit dem Ziel des Allfinanzangebots.

## Allgemeines
Die im Dezember 1975 gegründete Sparkassen-Finanzgruppe (SFG) zielt darauf ab, auf den Finanzmärkten allen Kundengruppen sämtliche Bankgeschäfte, Versicherungsarten und sonstige Finanzdienstleistungen im Rahmen des Allfinanzkonzeptes durch selbständig bleibende Unternehmen des öffentlich-rechtlichen Finanzwesens anzubieten. Die Allfinanz ist das Konzept einer umfassenden und integrierten Befriedigung der monetären und der Sicherungsbedürfnisse eines Kunden – möglichst aus einer Hand – über sämtliche Lebensphasen hinweg. Dazu hat die SFG die Unternehmensverbindung der strategischen Allianz in Form eines Verbundes gewählt. Organisiert wird der Verbund durch den Dachverband Deutscher Sparkassen- und Giroverband e. V. (DSGV) mit Geschäftssitz in Berlin und Bonn. Er vertritt die Interessen der Sparkassen-Finanzgruppe auf nationaler und internationaler Ebene und legt die strategische Ausrichtung der Gruppe fest, so etwa das gemeinsame Corporate Design. Der DSGV ist auch Rechtsinhaber aller nationalen und internationalen Kollektivmarken der Sparkassen-Finanzgruppe in seiner Eigenschaft als Markenverband.
Großen Zuwachs erhielt die Sparkassen-Finanzgruppe ab Juli 1994, weil durch eine Deregulierung die Bundesländer als Träger des öffentlichen Versicherungswesens ausschieden und an ihre Stelle die regionalen Sparkassen- und Giroverbände sowie Sparkassen als Träger beziehungsweise Aktionäre die Trägerschaft übernahmen, womit die öffentlichen Versicherer zum Bestandteil der Sparkassen-Finanzgruppe wurden.

## Verbund – Unternehmen

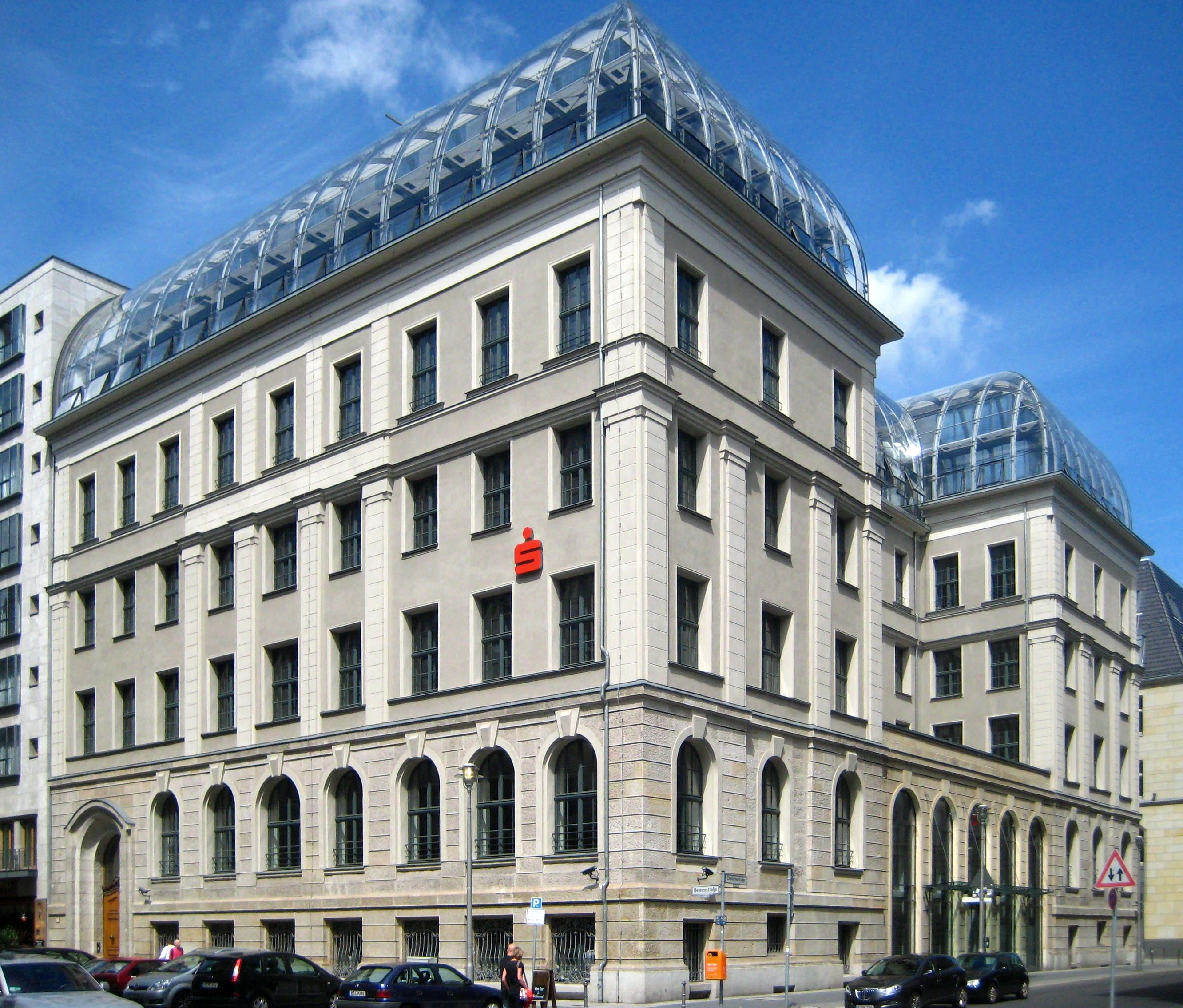
Sitz der Sparkassen Finanzgruppe in Berlin

Das Verbundsystem bildet einen dreistufigen vertikalen Verbund, wobei eine einzelne Sparkasse bestimmte Finanzdienstleistungen nicht selbst erbringen kann oder darf, aber die Kundenbindung durch andere Unternehmen des Verbundes im Wege der Kooperation erhalten bleibt. Zu den Verbundgeschäftsfeldern der SFG zählen unter anderem das Bauspargeschäft und die Immobilienfinanzierung, das Investmentgeschäft, das Leasing- und Factoring-Geschäft, der Metakredit und das Versicherungsgeschäft.
Die Sparkassen-Finanzgruppe repräsentiert in der Außenwirkung, als Teil des Drei-Säulen-Modells der deutschen Kreditwirtschaft, die deutschen Sparkassen, sowie deren Tochterunternehmen und Beteiligungen. Im Wesentlichen besteht die Sparkassen-Finanzgruppe aus den nachfolgend genannten Mitgliedern (Stand 31. Dezember 2021):
Institute
- 353 Sparkassen, einschließlich 5 „freier“ Sparkassen, siehe Liste der Sparkassen
- DekaBank Deutsche Girozentrale
- 5 Landesbank-Konzerne
- Sparkassen Broker
- 3 Factoring-Gesellschaften
- 52 Kapitalbeteiligungsgesellschaften
- DSV-Gruppe -Dienstleister
- 7 Landesbausparkassen
- 2 Leasing-Gesellschaften (zum Beispiel Deutsche Leasing)
- 9 Öffentliche Erstversicherergruppen
- 12 Regionale Sparkassen- und Giroverbände sowie der Deutsche Sparkassen- und Giroverband (DSGV)
- Finanz Informatik als zentraler IT-Dienstleister der Sparkassen
- SIZ GmbH – Spezialdienstleister für Sicherheit, Informatik und Zentrale Services
- Bad Homburger Inkasso
- S-PensionsManagement GmbH
- 760 Stiftungen
- S-Servicepartner-Gruppe
- Deutsche Servicegesellschaft für Finanzdienstleister mbH (DSGF)

## Mitarbeiter
Die deutschen Sparkassen bauen seit Jahren Personal ab; auch in der gesamten Sparkassen-Finanzgruppe ist die Zahl der Mitarbeiter seit 2004 fast jedes Jahr (Ausnahme: 2007) gesunken.
Die folgenden Zahlen sind den veröffentlichten Geschäftszahlen des DSGV entnommen und geben den Mitarbeiterstand jeweils am Jahresende wieder.
| Jahr                                    | 2010    | 2011    | 2012    | 2013    | 2014    | 2015    | 2016    | 2017    | 2018    | 2019    | 2020    | 2021    |
| --------------------------------------- | ------- | ------- | ------- | ------- | ------- | ------- | ------- | ------- | ------- | ------- | ------- | ------- |
| Mitarbeiter der Sparkassen-Finanzgruppe | 363.000 | 360.300 | 354.500 | 349.500 | 334.200 | 324.200 | 321.600 | 312.800 | 301.650 | 293.700 | 285.200 | 284.800 |
| – davon in Sparkassen                   | 248.137 | 245.969 | 244.862 | 244.038 | 240.146 | 233.742 | 186.954 | 224.671 | 216.117 | 209.588 | 204.988 | 194.937 |

### Finanzkennzahlen
Die Bilanzzahlen der SFG stellen eine verbundorientierte freiwillige Aggregation der Finanzkennzahlen der Sparkassen ohne weitere Verbundpartner (zum Beispiel Landesbanken) dar. Das Geschäftsvolumen bezieht sich jedoch auf die gesamte Gruppe.
| Finanzkennzahl                                    | 2016  | 2017  | 2018  | 2019  | 2020  | 2021  |
| ------------------------------------------------- | ----- | ----- | ----- | ----- | ----- | ----- |
| Bilanzsumme in Mrd. €                             | 1.173 | 1.200 | 1.243 | 1.301 | 1.414 | 1.499 |
| Kreditgeschäft in Mrd. €                          | 769   | 794   | 823   | 861   | 906   | 955   |
| Einlagengeschäft in Mrd. €                        | 890   | 911   | 950   | 995   | 1.075 | 1.123 |
| Wertpapier-Nettoabsatz (Käufe-Verkäufe) in Mrd. € | 9,6   | 10,8  | 13,8  | 10,8  | 19,1  | 29.5  |
| Kernkapitalquote in %                             | 15,2  | 15,9  | 16,2  | 16,0  | 16,4  | 15,6  |
| Geschäftsvolumen in Mrd. €                        | 2.800 | 2.840 | 2.830 | 2.980 | 3.180 | 3.330 |

## Rechtsfragen
Die Sparkassen-Finanzgruppe hat als bloßer Verbund keine eigene Rechtsfähigkeit. Sie besitzt deshalb keine Aktiv- und Passivlegitimation, sondern der zuständige Verbundpartner muss klagen oder verklagt werden. Sie bildet auch keinen Konzern (Mischkonzern), weil die Verbundpartner nicht konzernrechtlich miteinander (etwa als Muttergesellschaft oder Tochtergesellschaft) verflochten sind; sie sind keine verbundenen Unternehmen.
Die Sparkassen-Finanzgruppe wird von der Bankenaufsicht bisher auch nicht als Finanzkonglomerat im Sinne des § 1 Abs. 2 FKAG eingestuft. Das liegt insbesondere daran, dass die Sparkassen-Finanzgruppe formal weder eine Muttergesellschaft oder Holding noch eine Tochtergesellschaft ist. Bloße Kooperationen zwischen Versicherungen und Kreditinstituten sind dadurch gekennzeichnet, dass die Unternehmen rechtlich und wirtschaftlich selbständig bleiben, aber insbesondere auf dem Vertriebs- und Verwaltungssektor zusammenarbeiten (Allfinanz im Verbund).
Ein Verbund gilt als Wirtschaftsvereinigung, die nach § 24 GWB für ihren Verbundbereich Wettbewerbsregeln aufstellen darf. Diese bestimmen das Verhalten von Verbundpartnern im Wettbewerb zu dem Zweck, einem den Grundsätzen des lauteren oder der Wirksamkeit eines leistungsgerechten Wettbewerbs zuwiderlaufenden Verhalten im Wettbewerb entgegenzuwirken und ein diesen Grundsätzen entsprechendes Verhalten im Wettbewerb anzuregen.
Der Haftungsverbund der Sparkassen-Finanzgruppe heißt offiziell Institutssicherung der Sparkassen, Landesbanken und Landesbausparkassen und ist über die gesetzliche Einlagensicherung hinaus eine freiwillige Einlagensicherung für Sparkassen, Landesbanken und Landesbausparkassen. Alle übrigen Verbundpartner sind ausdrücklich hiervon ausgeschlossen. Rechtsgrundlage ist die „Rahmensatzung für das Sicherungssystem der Sparkassen-Finanzgruppe“ vom 21. Mai 2015 (RS). Danach unterhält der DSGV einen Stützungsfonds als gesonderter Bestandteil des Verbandsvermögens („Sparkassenstützungsfonds“, § 1 RS). Der Sparkassenstützungsfonds hat nach § 2 Abs. 1 RS die Aufgabe, die Mitgliedssparkassen selbst zu schützen, insbesondere deren Liquidität und Solvenz zu gewährleisten („Institutssicherung“). Die Mitgliedssparkassen leisten Beiträge und Zahlungen an den Sparkassenstützungsfonds (§ 4 Abs. 1 RS). Der Mitgliedsbeitrag wird wie eine Versicherungsprämie als Kapitalanlage im Sparkassenstützungsfonds gehalten, die im Stützungsfall zur Unterstützung eines Verbundpartners eingesetzt wird. Die regionalen Sparkassen- und Giroverbände („Regionalverbände“) unterhalten nach § 30 Abs. 1 RS Fonds zur Stützung ihrer Mitgliedssparkassen („Sparkassenstützungsfonds“), diese können für einen überregionalen Ausgleich sorgen (§ 30 Abs. 2 RS). Die Sicherungsreserve der Landesbanken und Girozentralen ist in den §§ 38 ff. RS geregelt und soll die Mitgliedsinstitute selbst schützen, insbesondere deren Liquidität und Solvenz gewährleisten (§ 39 Abs. 1 RS). Der Sicherungsfonds der Landesbausparkassen ist in den §§ 65 ff. RS kodifiziert. Alle Sicherungseinrichtungen der Sparkassen-Finanzgruppe (Sparkassenstützungsfonds der Regionalverbände, Sicherungsreserve der Landesbanken und Girozentralen und Sicherungsfonds der Landesbausparkassen) zusammen bilden gemäß § 92 Abs. 1 RS das Sicherungssystem. Ein Innenausgleich zwischen den drei Sicherungseinrichtungen ist in § 97 RS vorgesehen. Der Deutsche Sparkassen- und Giroverband e. V. ist Rechtsträger des nach § 43 EinSiG als Einlagensicherungssystem anerkannten institutsbezogenen Sicherungssystems der Sparkassen-Finanzgruppe und übernimmt für die angehörenden Institute die Entschädigung der Einleger nach Maßgabe der §§ 5 bis 16 EinSiG und damit die Aufgabe der Einlagensicherung.
Durch das seit Mai 2015 geltende EinSiG ist die Institutssicherung der Sparkassen, Landesbanken und Landesbausparkassen gemäß § 43 EinSiG von der BaFin als Institutssicherung anerkannt.